# Mesofurca
Mesofurca, medifurca – widełki sternalne śródtułowia. Apodema stanowiąca część endoszkieletu tułowia owadów uskrzydlonych.
Mesofurca stanowią wewnętrzny wyrostek śródpiersia. U błokoskrzydłych wyrastają z mesopectus i są przedłużone przez mesodiscrimenal lamella. Składają się z ramion (mesofurcal arms) i mostka (mesofurcal bridge).
Do mesofurca przyczepione są mięśnie mezofurkalne. Należą doń m.in. musculus profurca-mesofurcalis, musculus mesofurca-coxalis anterior, musculus mesofurca-coxalis posterior, musculus mesofurca-coxalis medialis, musculus mesofurca-trochanteralis, musculus mesofurca-pleuralis, musculus mesofurca-abdominosternalis, anterior mesofurco-mesolaterophragmal muscle, posterior mesofurco-mesolaterophragmal muscle, median mesofurco-mesotrochanteral muscle, median mesofurco-metafurcal muscle, anterior mesopleuro-mesofurcal muscle, posterior mesopleuro-mesofurcal muscle, lateral mesofurco-mesotrochanteral muscle, lateral mesofurco-metafurcal muscle, mesofurco-metabasalar muscle, musculus mesofurca-phragmalis, musculus mesofurca-spinalis, musculus mesofurca-metafurcalis.